# Constanze Dahn

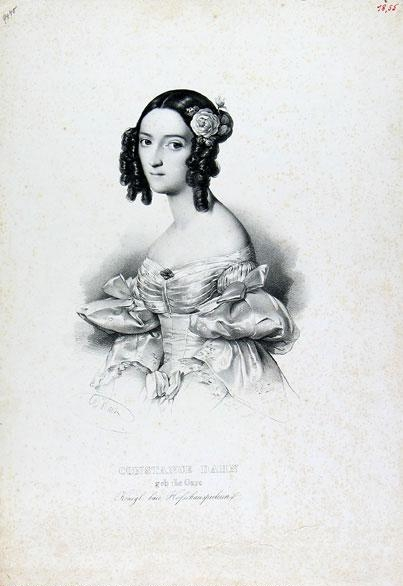
Constanze Dahn

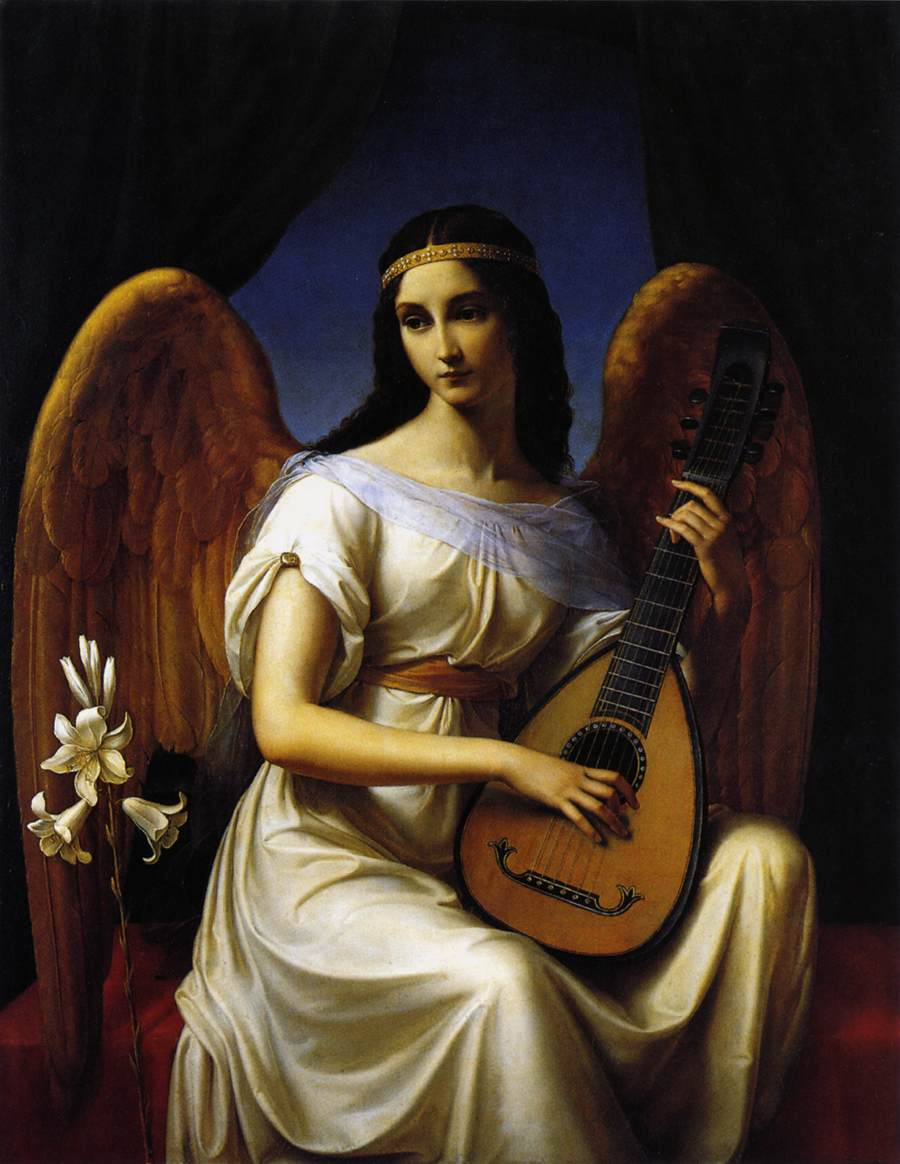
Mignon mit den Zügen von Constance Le Gaye, Gemälde von Wilhelm von Schadow, 1828

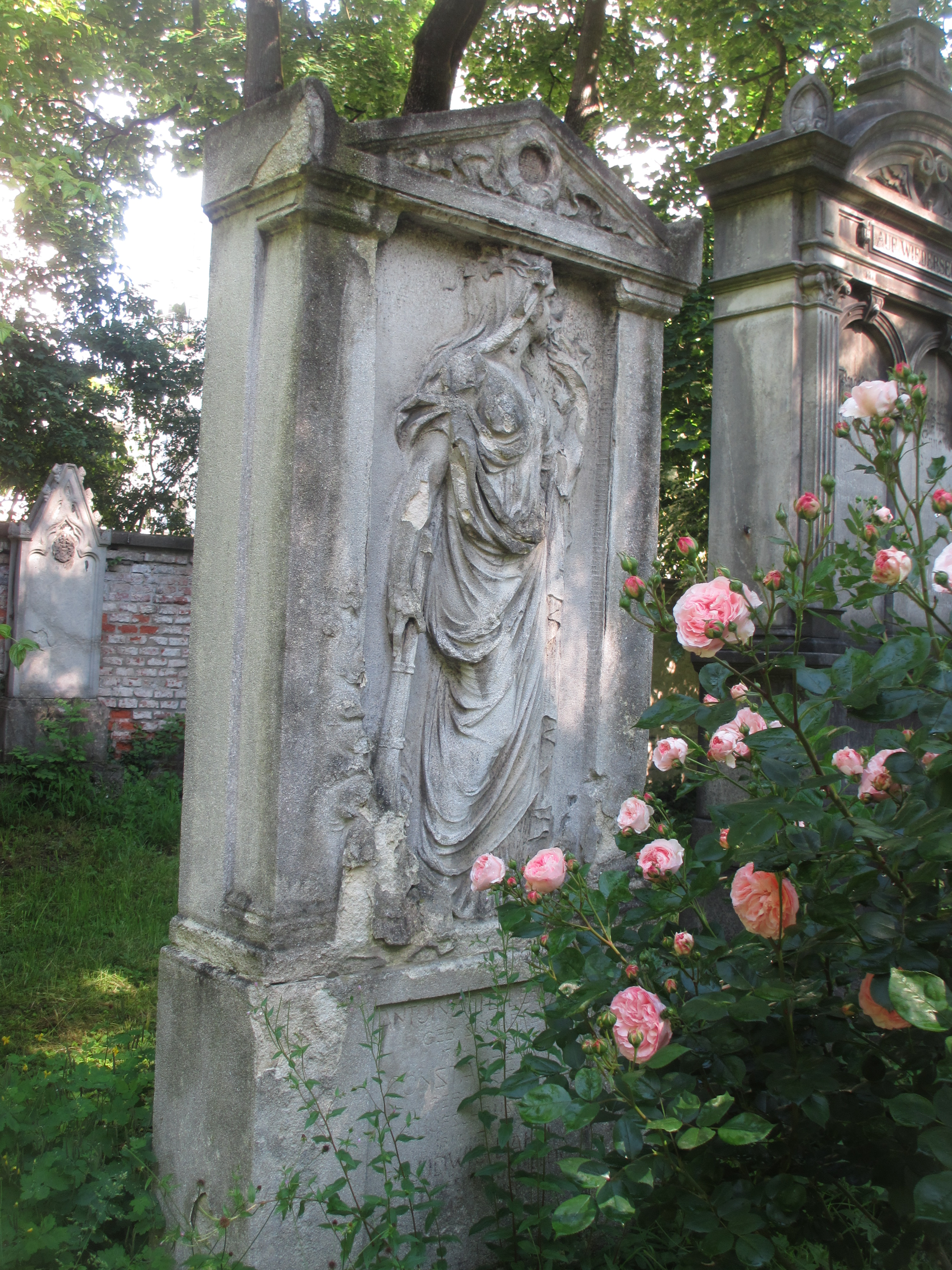
Grab von Constanze Dahn auf dem Alten Südlichen Friedhof in München

Constanze Dahn, geborene Constance Le Gaye, (* 12. Juni 1814 in Kassel; † 26. März 1894 in München) war eine deutsche Schauspielerin französisch-hugenottischer Herkunft.

## Leben
Dahn wurde als jüngste Tochter des Kapellmeisters Charles (eingedeutscht Carl) Le Gaye und dessen Ehefrau Antoinette, geb. Schäffer, geboren. Beide Eltern dienten seit Ende 1807 als Musiker am königlich-westphälischen Hof von Jérôme Bonaparte in Kassel, wo die Tochter auch ihren ersten künstlerischen Unterricht erhielt. 1821, bereits mit sieben Jahren, absolvierte sie in der Rolle des „Donauweibchens“ ihr Debüt am Theater in Düsseldorf. Wilhelm von Schadow malte sie dort als Mignon.
Dahn ging anschließend ans Hamburgische Stadttheater und wurde später ans Thalia Theater geholt. Dort konnte sie am 29. Juni 1831 in der Rolle des „Gretchens“ ihren größten Erfolg verbuchen. Ihr kongenialer Gegenspieler war dabei der Schauspieler Heinrich Marr. Mit diesem Auftritt wurde die gerade 17-Jährige unter ihrem Geburtsnamen „Mlle. Le Gaye“ quasi über Nacht im gesamten deutschsprachigen Raum bekannt.
Wohl 1831 lernte sie den Schauspieler Friedrich Dahn kennen und heiratete ihn am 15. April 1833 in Hamburg. Mit ihm bekam sie zwei Söhne, Felix (1834–1912) und Ludwig (1843–1898), sowie eine Tochter, Constanze (1846–1933), die unter dem Pseudonym „C. Hirundo“ (lat. hirundo: Schwalbe) schriftstellerisch tätig war. Die Ehe gestaltete sich sehr unglücklich und wurde schließlich 1850 geschieden.
Im Juni 1833 absolvierte Constanze Dahn ein erstes erfolgreiches Gastspiel am königlichen Hoftheater in München und wurde dort auf der Stelle engagiert. Sie blieb dort Mitglied des Ensembles bis an ihr Lebensende. Ihre offizielle Abschiedsvorstellung gab sie am 1. Oktober 1865 in der Rolle der „Herzogin von Parma“ in Goethes Egmont.
In der Folge zog sie sich ins Privatleben zurück und starb im Alter von beinahe 80 Jahren am 26. März 1894 in München. In seiner Grabrede nannte Ernst von Possart sie „die Duse von München“.

## Grabstätte
Constanze Dahns Grabstätte befindet sich auf dem Alten Südlichen Friedhof in München (Mauer Rechts Platz SP 21 bei Gräberfeld 18) Standort. In dem Grab wurde auch ihr Sohn Ludwig (1843–1898) beigesetzt.

## Rollen (Auswahl)
- Donauweibchen – Das Donauweibchen (Ferdinand Kauer)
- Gretchen – Faust. Eine Tragödie (Johann Wolfgang von Goethe)
- Klärchen – Egmont (Johann Wolfgang von Goethe)
- Louis – Der Pariser Taugenichts (Karl Töpfer)
- Johanna – Die Jungfrau von Orléans (Friedrich Schiller)
- Yelva – Yelva, die russische Waise (Eugène Scribe)
- Minna – Minna von Barnhelm (Gotthold Ephraim Lessing)
- Fadette – Die Grille (Charlotte Birch-Pfeiffer)
- Geheimrätin – Der Störenfried (Roderich Benedix)
- Herzogin von Parma – Egmont (Johann Wolfgang von Goethe)